# Denierella venerabilis
Denierella venerabilis es una especie de coleóptero de la familia Meloidae.

## Distribución geográfica
Habita en Assam (India).